# Maxus (automobile)
Pour les articles homonymes, voir Maxus.
Maxus (ou SAIC Maxus) est un constructeur automobile chinois de véhicules utilitaires et de tourisme fondé en mars 2011. C'est une filiale du constructeur SAIC.

## Nom
La marque Maxus provient du modèle LDV Maxus du défunt constructeur britannique de véhicules utilitaires LDV Group, à la suite de l'acquisition de la propriété intellectuelle de ce dernier par SAIC en 2010.

## Histoire
Le premier produit de Maxus, le fourgon V80, est dévoilé au salon de l'automobile de Shanghai. Le même mois, SAIC signe un accord nommant le groupe WestStar basé en Malaisie comme distributeur officiel du V80 dans l'Asie-Pacifique,. La vente de véhicules Maxus en Australie commence en 2012 via une distribution par le groupe WMC. En septembre 2013, il est annoncé que les véhicules Maxus seraient vendus en Thaïlande à partir de 2014, dans le cadre d'un accord entre SAIC et CP Group.
Depuis avril 2013, Andes Motor, filiale du groupe Kauffman, est le distributeur officiel de la marque Maxus pour le Chili, qui est devenu le premier marché étranger à vendre le pick-up T60 en juillet 2017, où il est devenu un succès total, devenant en un an le 10e pick-up le plus vendu au Chili, dépassant tous les concurrents chinois selon la National Automotive Association du Chili, Andes Motor à alors étendu son réseau de concessionnaires Maxus à travers le pays,,.
En octobre 2013, Maxus est introduit en Arabie saoudite via Haji Husein Alireza & Co. Ltd.
Le deuxième modèle de production de Maxus, le monospace G10, est mis en vente en Chine en mars 2014. Le même mois, Maxus a présenté en Iran, en Syrie et aux Émirats arabes unis.
Maxus est lancé en Indonésie via la convention Gaikindo Indonesia International Auto Show de 2015, le 20 août,. Le 14 décembre 2015, Maxus est officiellement lancé à Hong Kong avec le V80 et le G10 vendus en coopération avec le groupe Inchcape. La marque est lancée à Singapour le 17 décembre 2015, en collaboration avec Cycle & Carriage en tant que distributeur officiel, qui était également le sponsor officiel du véhicule pour l'événement 8th ASEAN Para Games 2015.
Le 2 octobre 2018, Ayala Corporation annonce qu'AC Motors est le distributeur officiel des véhicules Maxus aux Philippines.

## Automobiles
- Maxus G10
- Maxus G20
- Maxus D90
- Maxus T90
- Maxus Mifa 7
- Maxus Mifa 9
- Maxus eUNIQ6
- Maxus eTERRON 9